# Hymenophyllum pluviatile
Hymenophyllum pluviatile är en hinnbräkenväxtart som beskrevs av Leon R. Perrie och Brownsey. Hymenophyllum pluviatile ingår i släktet Hymenophyllum och familjen Hymenophyllaceae. Inga underarter finns listade.